# Società Italiana di Credito Provinciale
La Società Italiana di Credito Provinciale è stato uno dei più importanti Istituti di credito italiani negli anni precedenti la prima guerra mondiale. Nato nel 1911 dalla trasformazione della preesistente "Banca di Busto Arsizio" avvenuta anche grazie alla partecipazione di capitali francesi, conobbe negli anni successivi una forte crescita, trasformandosi da banca prevalentemente insediata nel nord della Lombardia in azienda di credito di dimensione nazionale. Nel 1915, unitamente alla "Società Bancaria Italiana", confluì nella "Banca Italiana di Sconto", che diventò uno dei primi tre gruppi bancari italiani per dimensioni, ma fu poi travolta da un dissesto avvenuto nel 1921.

## Origini: la "Banca di Busto Arsizio" (1873 - 1899)
Il 5 marzo 1873 veniva costituita la "Banca di Busto Arsizio", dotata inizialmente di un capitale sociale di 1 milione e mezzo di lire suddiviso in 6.000 azioni da 250 lire ciascuna, delle quali la prevalenza venne sottoscritta dai fondatori, mentre un restante 15% fu assegnato ad esponenti della borghesia agiata della città, oppure offerto in pubblica sottoscrizione. Pochi mesi dopo, con R.D. del 1 luglio 1873, la nuova banca fu autorizzata ad operare e stabilì la sua sede iniziale in locali, inizialmente modesti, siti al 5 della via Roma, dove resterà per oltre quarant'anni.

Eugenio Cantoni fu, nel 1873, uno dei fondatori della "Banca di Busto Arsizio"

La nascita della banca rientrava nell'ambito di un periodo espansivo dell'attività produttiva e commerciale italiana dovuto anche alla crisi francese del 1870-71, cui si aggiungeva l'afflusso di capitali tedeschi creatisi grazie all'indennità bellica francese: ciò portò nel quadriennio 1870 - 1873 alla creazione in Italia di ben 135 nuove banche, in prevalenza con la formula giuridica di società anonime, superando i modelli precedenti basati su aziende di natura famigliare; numerose furono quelle nate a margine delle attività di tessitura, come la produzione ed il commercio serico (un esempio per tutti fu la costituzione del Banco di Sconto e Sete). In particolare, l'ambiente in cui nasceva la banca di Busto era quello della lavorazione del cotone, consolidatasi nel "distretto" lombardo dell'industria tessile esteso tra valle dell'Olona e la Brianza, arrivando sino alle valli bergamasche. Si trattava di uno sviluppo produttivo particolarmente favorito da tariffe doganali di protezione e dal corso forzoso, che crearono le condizioni per un processo di industrializzazione e che rese disponibili i capitali necessari per la nascita di istituzioni bancarie.
Tra i principali artefici della creazione della Banca vi fu Eugenio Cantoni, uno dei più importanti imprenditori della zona, attivo soprattutto nel settore cotoniero, ma con interessi anche nella meccanica e nella stampa, che raggruppò attorno a sé diversi altri industriali intenzionati a sostenere finanziariamente l'industria tessile e, in generale, l'attività produttiva del territorio; del primo Consiglio di Amministrazione fecero infatti parte Cesare Rossi, che fu nominato Presidente, Filippo Vinzaghi, Antonio, Giovanni e Leopoldo Introini, Costanzo Cantoni e Attilio Pozzi, tutti appartenenti a famiglie dell'imprenditoria bustocca, e fra gli industriali coinvolti figurava anche l'imprenditore ed ex sindaco Pasquale Pozzi.
| date assemblee sociali                    | riduzioni di capitale  |
| ----------------------------------------- | ---------------------- |
| 22 marzo 1875                             | da 1.500.000 a 900.000 |
| 5 dicembre 1880                           | da 900.000 a 600.000   |
| 6 marzo 1887                              | da 600.000 a 400.000   |
| 17 febbraio 1894                          | da 400.000 a 280.000   |
| FONTE: Rava, cit. in bibliografia, p. 132 |                        |

| esercizi                                                                                             | 1889                          | 1890                          | 1891                         | 1892                          |
| --- | ----------------------------- | ----------------------------- | ---------------------------- | ----------------------------- |
| dati x 1.000                                                                                         | assemblea azionisti 16.2.1890 | assemblea azionisti 22.2.1891 | assemblea azionisti 6.3.1892 | assemblea azionisti 26.2.1893 |
| ATTIVO                                                                                               |                               |                               |                              |                               |
| azionisti                                                                                            | 300                           | 300                           | 300                          | 300                           |
| cassa                                                                                                | 61                            | 68                            | 49                           | 62                            |
| portafoglio                                                                                          | 577                           | 452                           | 662                          | 797                           |
| anticipi                                                                                             | 14                            | 500                           | 2                            | 400                           |
| fondi pubblici                                                                                       | 427                           | 569                           | 625                          | 579                           |
| conti garantiti                                                                                      | 80                            | 81                            | 86                           | 48                            |
| debitori diversi                                                                                     | 14.083                        | 14.252                        | 12.849                       | 14.943                        |
| depositi                                                                                             | 405                           | 387                           | 377                          | 450                           |
| int. passivi                                                                                         | 67                            | 68                            | 65                           | 70                            |
| attrezzature                                                                                         | 2                             | 2                             | 2                            | 2                             |
| spese generali                                                                                       | 21                            | 21                            | 21                           | 19                            |
| imposte                                                                                              | 13                            | 14                            | 13                           | 15                            |
| svalutazioni                                                                                         |                               |                               |                              | 53                            |
| riporti                                                                                              | 511                           | 702                           | 605                          | 602                           |
| interessi                                                                                            | 7                             | 7                             | 7                            |                               |
| TOTALE ATTIVO                                                                                        | 16.569                        | 16.924                        | 15.675                       | 17.954                        |
| PASSIVO                                                                                              |                               |                               |                              |                               |
| capitale sociale                                                                                     | 400                           | 400                           | 400                          | 400                           |
| fondi riserva                                                                                        | 33                            | 43                            | 34                           | 34                            |
| libretti risp.                                                                                       | 33                            | 43                            | 34                           | 34                            |
| creditori diversi                                                                                    | 13.518                        | 13.824                        | 12.726                       | 14.727                        |
| depositi cauzion.                                                                                    | 405                           | 387                           | 377                          | 450                           |
| interessi pass.                                                                                      | 1                             | 1                             | 1                            | 1                             |
| utili lordi                                                                                          | 143                           | 139                           | 128                          | 137                           |
| TOTALE PASSIVO                                                                                       | 16.569                        | 16.924                        | 15.675                       | 17.954                        |
| FONTE: opuscoli promozionali della Banca pubblicati in Busto Arsizio da tipolitografia f.lli Pistoni |                               |                               |                              |                               |

Nei suoi primi anni di vita la banca non ebbe un particolare sviluppo ed anzi già 2 anni dopo la fondazione si dovette operare una prima riduzione del capitale sociale, a cui seguirono poi ulteriori diminuzioni (v. tabella 1), segno che gli affari non erano caratterizzati da floridezza, benché non si disponga di dati completi in quanto sino al 1895 non esisteva un obbligo normativo di deposito dei bilanci. Di conseguenza gli unici documenti contabili disponibili per quel periodo sono alcuni opuscoli pubblicati dalla Banca per essere distribuiti in occasione delle assemblee degli azionisti relative agli esercizi dal 1889 al 1892 (v. Tabella 2), da cui traspare una sostanziale stagnazione delle attività, che infatti verrà definita da un osservatore successivo come un «aver a lungo vivacchiato».

Angelo Pogliani, che fu amministratore della "Banca di Busto Arsizio", la trasformò in "Credito Provinciale" ed in seguito fu amministratore della "Banca Italiana di Sconto" sino al suo crollo

Fu nella seconda metà degli anni '90 che iniziò un periodo di crescita della banca, caratterizzato da utili non eccezionali, ma costanti, da un aumento continuo di depositi, segno di una crescente fiducia nei confronti dell'Istituto, e da un incremento dei finanziamenti erogati verso le attività commerciali e produttive; questo sviluppo, che concludeva un periodo di quasi vent'anni di modesti risultati, rese necessari due aumenti di capitale con cui vennero in parte recuperate le riduzioni del ventennio precedente: il primo nel 1899, che riportava la dotazione a 400.000 lire, immediatamente seguito l'anno successivo da un ulteriore aumento a 600.000. Questo ritrovato dinamismo venne messo in correlazione anche con l'arrivo alla direzione dell'Istituto di Angelo Pogliani, proveniente dalla milanese "Banca Lombarda", che nel 1894 era stato chiamato a sostituire il deceduto, precedente, consigliere delegato Egisto Carnelutti e che in seguito tanta parte avrà nella complessa vicenda della "Banca di Sconto".
Nonostante i segnali di ripresa, la "Banca di Busto Arsizio" realizzò sino alla fine del secolo un'attività quasi esclusivamente locale, senza comparire tra le prime 15 aziende di credito italiane per attivo patrimoniale e posizionandosi dietro ad altre banche presenti nello stesso territorio quale la "Banca di Gallarate" (attivo patrimoniale nel 1897 di 8.800.000 lire, 8ª banca per dimensione a scala nazionale) e la "Banca di Varese di Depositi e Conti Correnti" (attivo patrimoniale, nello stesso anno, pari a 6.600.000 lire, 11ª banca per dimensione a scala nazionale). All'inizio '900, invece, si avviò un processo che vide da un lato il declino di alcune aziende di credito già esistenti e dall'altro lo sviluppo di altre, tra cui la "Busto"; determinanti a tal fine furono progressivi interventi di concentrazione e di espansione della propria presenza territoriale.

## Crescita economica e territoriale (1900 - 1910)
Con l'inizio del XX secolo prese il via un grande sviluppo che nel giro di 14 anni trasformò la "Banca di Busto Arsizio" da uno dei tanti istituti di credito attivi a livello locale in una delle 5 maggiori banche italiane. Ciò fu reso possibile da bilanci che, ad ogni esercizio, registravano una crescita reddituale e patrimoniale (v. Tabella 3). Questi risultati crearono le risorse per una continua concentrazione attraverso l'assorbimento di altri istituti bancari locali, spesso in difficoltà, ed una progressiva espansione su gran parte del territorio nazionale. 
Infatti, già nel 1906 la Banca, con un attivo patrimoniale cresciuto a 24.400.000 lire risultava la decima azienda di credito italiana; poi in soli 2 anni, nel 1908, una sensibile crescita dell'attivo patrimoniale, ormai arrivato a quasi 34 milioni, la faceva progredire sino alla settima posizione.

Alcuni membri del Consiglio di amministrazione della "Banca di Busto Arsizio" in un'immagine del 1902; da sinistra: Luigi Cantù, Achille Vanzaghi, Vittorio Lissone ed il Presidente dell'Istituto, Cesare Rossi

### Concentrazione ed espansione bancaria
Risale al 1901 la prima acquisizione della "Banca di Busto Arsizio", con l'assorbimento della "Cassa fratelli Zerbi" di Saronno. In seguito, ancora per qualche anno, gli interventi di aggregazione bancaria si limitarono ad interessare istituti di credito operanti nello stesso ambito territoriale: nel 1906 fu acquisita la "Banca popolare di Meda e Seregno",e l'anno successivo la "Banca di Vigevano". Nel 1908 l'ampliamento proseguì con l'acquisto della "Banca privata Lucini" di Cantù. Poi, nel 1910, per la prima volta, la banca bustocca uscì dal territorio alto lombardo delle sue origini per insediarsi nel Piemonte orientale, con l'acquisizione del "Credito Verbanese" che portò in dote le sue filiali di Intra, Pallanza ed Omegna, anche se la sua liquidazione presentò non poche difficoltà e si concluse solo due anni dopo.
Un altro importante passo in avanti della Banca verso un dimensione territoriale più ampia fu l'apertura nel 1904 di una filiale a Milano, in piazza San Sepolcro, il cui successo fu tale che due anni dopo, nel 1906 era già diventata la più consistente dell'Istituto. Ma in genere le nuove sedi della banca vennero aperte a seguito delle acquisizioni di altre aziende di credito, delle quali essa proseguì l'attività e solo in qualche altro caso si trattò di iniziative "ex novo", come nei casi di Orta novarese ed Ornavasso nel 1907 e di Carate Brianza nel 1908.

### Aumenti di capitale e di redditività
Per fornire solide basi alla sua espansione nel corso del primo decennio del secolo, i dirigenti della Banca chiamarono più volte gli azionisti a deliberare aumenti di capitale. In una prima occasione, l'assemblea del 22 marzo 1903 decise di aumentarlo sino ad 1 milione, mediante l'emissione di nuove azioni che, pur essendo quotate al valore nominale di 100 lire, vennero in realtà offerte al prezzo di lire 235, plusvalore che non aveva precedenti nella storia bancaria italiana, ma che non impedì ai soci di approvare la proposta all'unanimità
| Questo grafico non è disponibile a causa di un problema tecnico. Si prega di non rimuoverlo. |
| -------------------------------------------------------------------------------------------- |
| FONTE: L'Economista italiano, n.43 del 4 novembre 1911                                       |

Tuttavia l'anno successivo, nel corso di un'assemblea svoltasi il 21 maggio 1905, il dato dell'anno precedente venne ancora superato perché si raggiunse nuovamente il capitale con cui la Banca aveva esordito nell'ormai lontano 1873, arrivando a 1.583.000 lire e questa volta con azioni che, a fronte del valore nominale sempre di 100 lire, furono prezzate 350 lire. Di fronte al successo delle operazioni di rafforzamento patrimoniale predisposte dalla Banca, dopo soltanto un altro anno, nel 1906, il capitale sociale fu ancora aumentato sino a 4 milioni, ma in questo caso tramite la trasformazione in capitale di parte delle riserve, premiando gli azionisti con l'offerta gratuita dei nuovi titoli.

Gli uffici di Gallarate della "Banca di Busto Arsizio", 1906

La corsa della "Banca di Busto Arsizio" verso una dotazione patrimoniale sempre più consistente non avrebbe potuto incontrare il favore dei sottoscrittori senza un parallelo aumento degli utili che registrarono nel decennio 1901 - 1910 un incremento del 522% (v. Tabella 3), garantendo in tal modo agli azionisti crescenti risultati in termini di dividendi, che non furono mai inferiori a una redditività dell'11% con una punta (v. grafico a lato) che arrivò sino al 18% nel 1908, benché si trattasse dell'anno successivo a quello della pesante crisi finanziaria del 1907.

### Finanziamento delle imprese
Lo sviluppo che la "Banca di Busto Arsizio" ebbe nel primo decennio del secolo riguardò anche gli interventi in vari settori industriali; pur conservando saldi rapporti con le imprese tessili a cui doveva la sua origine, iniziò a rivolgere la propria attenzione anche verso altri comparti della vita produttiva e commerciale. Nel 1905 partecipò alla costituzione, avvenuta il 12 maggio, della "Società Elettrica dell'Alto Milanese", sottoscrivendone il 53% del capitale, per un controvalore di 345.000 lire, in associazione con la Tecnomasio Brown Boveri, che ebbe il 21% delle azioni, seguendo in tal modo la tendenza tipica delle banche italiane del periodo di entrare massicciamente nella nascente industria elettrica, il che scatenerà crescenti attacchi, soprattutto da parte degli ambienti nazionalisti, verso alcuni istituti accusati di dipendenza da interessi tedeschi.
| dati x 1.000 | ATTIVO   | ATTIVO  | ATTIVO   | ATTIVO  | ATTIVO | PASSIVO | PASSIVO     | PASSIVO | PASSIVO |
| anno | capitale | riserve | depositi | crediti | utili  | cassa   | portafoglio | titoli  | debiti  |
| 1895 (1) | 280      | 1, 65   | 1.448    | 4,7     | 36,5   | 29      | 1.514       | 260     | 137     |
| 1896 | 280      | 38,76   | 1.753    | 16      | 53     | 57      | 1.594       | 284     | 354     |
| 1897 | 280      | 66,55   | 1.902    | 6,4     | 52     | 60      | 1.687       | 338     | 349     |
| 1898 | 280      | 92,1    | 2.352    | 2,68    | 55     | 50      | 1.909       | 353     | 541     |
| 1899 | 400      | 115,26  | 2.320    | 49      | 65     | 70      | 1.758       | 553     | 511     |
| 1900 | 600      | 343     | 2.357    | 42,5    | 115    | 110     | 1.769       | 529     | 218     |
| 1901 | 600      | 403     | 2.850    | 47      | 122    | 152     | 2.962       | 1,290   | 347     |
| 1902 | 600      | 450     | 3.202    | 24,56   | 150    | 142     | 3.065       | 1.290   | 347     |
| 1903 | 800      | 783     | 3.411    | 522,7   | 173    | 125     | 3.764       | 1.672   | 1.077   |
| 1904 | 1.000    | 1.188   | 4.010    | 514,6   | 202    | 178     | 3.279       | 1.896   | 1.106   |
| 1905 | 1.589    | 2.820   | 4.897    | 282,7   | 392    | 247     | 3.618       | 2.894   | 387     |
| 1906 | 4.000    | 2.500   | 6.427    | 1.064   | 564    | 357     | 7.528       | 3.231   | 317     |
| 1907 | 4.500    | 3.100   | 8.515    | 600     | 648    | 1.200   | 8.678       | 3.760   | 332     |
| 1908 | 4.500    | 3.100   | 11.238   | 666     | 682    | 1.810   | 14.775      | 3.158   | 541     |
| 1909 | 4.800    | 3.100   | 14.079   | 1.193   | 726    | 3.253   | 17.795      | 4.300   | 1.160   |
| 1910 | 5.000    | 3.250   | 18.188   | 1.020   | 759    | 3.217   | 20.016      | 6.030   | 836     |
| (1) Dati precedenti al 1895 non disponibili in quanto prima di tale anno non v'era obbligo di deposito dei bilanci. Fonte: Rava, cit. in bibliografia, p. 143 |          |         |          |         |        |         |             |         |         |

Nello stesso 1905, il 19 giugno, la Banca intervenne alla costituzione, avvenuta a Varese, dell'azienda "Fratelli Macchi", antesignana della "Aermacchi", risultando l'unica azienda di credito tra quelle presenti nel territorio a figurare, anche se con un apporto limitato al 3,75% del capitale (300 azioni su un totale di 8.000), nell'atto di nascita di questa società, fondata da imprenditori varesini e milanesi, che per diversi anni chiuse i suoi bilanci in attivo.
Negli anni successivi la "Banca di Busto Arsizio" finanziò molte operazioni di natura industriale sia in occasione di aumenti di capitale di aziende, sottoscrivendo quote nella "Ceramica Pozzi" (1908) e nella "Società Meccanica Lombarda" (1909), sia di costituzione di nuova imprese, come la "Società Immobiliare Ligure Lombarda" (1907), sia, ancora, nell'emissione (1908) di obbligazioni societarie delle "Officine Reggiane". Contemporaneamente si affacciava sul mercato finanziario nazionale, con la partecipazione ad un Consorzio bancario (1910) finalizzato al collocamento di un prestito di importo globale di 260 milioni, lanciato allo scopo di riscattare i certificati ferroviari che erano stati emessi nel 1905-1906 per finanziare la statizzazione delle ferrovie, ma che si erano dimostrati scarsamente appetibili dal mercato: l'importo sottoscritto dalla banca bustocca era di solo 1,25 milioni, ma esso costituiva un primo passo verso una dimensione nazionale anche nel settore dei titoli pubblici. Ancora nel 1910 la banca erogò il finanziamento di 16 milioni che rese possibile la realizzazione, da lungo tempo attesa, della Ferrovia Belluno-Calalzo.

### Situazione alla fine del decennio
I lusinghieri risultati raggiunti dalla Banca bustocca nei primi dieci anni del secolo attirarono da parte degli analisti finanziari del tempo commenti molto positivi, che descrissero lo sviluppo dell'istituto come «un'innumerevole e multiforme effervescenza che si raccoglie e si consolida in pochi grandi tronchi [in cui] la storia della "Banca di Busto Arsizio" è tipica della fase accentratrice che ha interessato la plaga lombarda». La crescita della Banca conobbe anche momenti di preoccupazione legati alle difficoltà cui andò incontro l'industria cotoniera alla fine del primo decennio del secolo. Di queste difficoltà vi fu un'eco anche nella relazione dell'assemblea degli azionisti che approvò il bilancio di esercizio 1909 nella quale si rammentò come «un'importantissima industria nostra, quale quella del cotone, è tuttora sotto il peso di una crisi tenacissima», ma ciononostante i commentatori, pur ammettendo il rischio che la Banca avesse «eccessivamente largheggiato nell'accordare credito a molte aziende che [...] oggi si trovano in condizioni deplorevoli», riconobbero che «stando alle cifre, quali sono esposte nei bilancio 1909, non si può negare che l'Istituto proceda nel migliore dei modi». Non a caso nel 1907 la Banca aveva realizzato un altro aumento di capitale (da 4 a 4,5 milioni) seguito da altri due, per cui si affacciava alle soglie del secondo decennio con una dotazione di 5 milioni (v. Tabella 3).

## Trasformazione ed intervento francese (1911 - 1914)
All'inizio degli anni '10 la crescita della "Banca di Busto Arsizio" aveva creato la condizioni affinché l'Istituto puntasse ad assumere un ruolo di rilievo nel panorama finanziario nazionale. Da tempo i commentatori lamentavano la debolezza dimensionale del sistema bancario italiano affermando che «nel nostro Paese, a differenza che all'estero, i grandi Istituti sono pochi e non si è avuto quel concentramento bancario che è ovunque fattore di energia». Non potevano quindi che essere accolte con generale favore le iniziative assunte dalla "Banca di Busto Arsizio" nel corso del 1911, realizzate in tre fasi tra loro strettamente collegate.
| dati X 1.000 al 30 sett. 1911       | BANCA DI VERONA | BANCA DI BUSTO ARSIZIO |
| ATTIVO di cui                       | 25.936          | 78.972                 |
| cassa                               | 238             | 2.754                  |
| portafoglio                         | 7.362           | 21.699                 |
| valori propri                       |                 | 5.635                  |
| PASSIVO di cui                      | 25.936          | 78.972                 |
| capitale soc                        | 1.500           | 5.000                  |
| depositi                            | 8.393           | 21.934                 |
| riserve                             | 900             | 2.300                  |
| FONTE :Il Sole 16 - 17 ottobre 1911 |                 |                        |

### La fusione con la "Banca di Verona"
Con un'assemblea straordinaria convocata il 22 novembre 1911 la "Banca di Verona", presente ben il 90% dell'azionariato (235.968 quote su un totale di 260.000), deliberava all'unanimità di procedere alla fusione con la "Banca di Busto Arsizio", portando così a felice conclusione un periodo di trattative durato per l'intero anno. Gli accordi siglati tra i due Istituti prevedevano un concambio azionario "alla pari", per cui gli azionisti della banca scaligera avrebbero ricevuto, per ogni titolo posseduto, un'azione della "Banca di Busto Arsizio" e che tutte le posizioni creditorie e debitorie della banca veronese sarebbero state assunte da quella bustocca; nel votare questa decisione l'assemblea manifestò la soddisfazione che «le laboriose ed industriali plaghe del Veneto e del Mantovano ritraessero [dalla fusione] vantaggi considerevoli». La banca veronese portava nell'accordo non soltanto la sua dimensione patrimoniale, che valeva all'incirca 1/3 di quella della banca lombarda (v. tabella 4), ma soprattutto l'estesa rete di filiali ed agenzie che la vedevano presente in 18 grandi e medie località sia del Veneto occidentale (oltre a Verona, anche a Rovigo, Bardolino, Legnago, Villafranca, Valeggio) che del mantovano, come Ostiglia, Viadana. Inoltre la "Banca di Verona" avrebbe contribuito per 4 milioni (su un totale di 6,5 e portando i restanti 2,5 a riserva) al potenziamento del capitale sociale della banca bustocca.
L'operazione venne salutata con molto favore dalla stampa economica secondo la quale «le innovazioni deliberate dalla "Banca di Busto Arsizio" costituiscono un altro vigoroso passo compiuto da questo Istituto sulla via di un più robusto consolidamento interno e di un più ampio e fruttuoso sviluppo; [esse] sono un sintomo eloquente che anche in Italia la vita bancaria entra nella fase più matura di un'evoluzione accentratrice», salutando «la nascita di un nuovo e forte istituto che viene a formarsi nell'intento di sorreggere vigorosamente le iniziative italiane».

### Nasce il "Credito Provinciale"
Con l'espansione verso est, anche la denominazione legata all'area alto lombarda delle sue origini non poteva più addirsi all'Istituto bustocco: come rilevò un commentatore finanziario del tempo «il nome di "Banca di Busto Arsizio" ha un significato localistico mentre per lo sviluppo preso dai depositi, esso Istituto ha esteso la sua sfera di azione, dal che discende la necessità di un nuovo nome che corrisponda alla nuova indole dell'ente». La nuova denominazione scelta, "Società Italiana di Credito Provinciale" (poi correntemente definita come la "Credito provinciale" oppure anche "Probank") venne indicata dai dirigenti nel corso dell'assemblea straordinaria degli azionisti che si tenne a Busto Arsizio il 26 novembre 1911, tre giorni dopo quella della "Banca di Verona", per ratificare con analoghe modalità l'accordo di fusione, sostenendo che «l'Istituto abbandona la ristretta cerchia locale e si accinge a prendere il posto che le conviene tra le banche italiane». Per tener fede a questo proposito, nella stessa assemblea venne anche approvata la fusione per incorporazione del "Banco Schmidt" in liquidazione, un istituto di credito di Roma, che consentì alla nuova banca il suo primo salto verso l'Italia centro-meridionale. 
Il risultato della fusione tra la banca lombarda e quella veneta fu un'azienda di credito che si avviava verso una dotazione di capitale sociale di 10 milioni (v. Tabella 6); ma, per completare il lancio della ex banca bustocca verso una dimensione globale, mancava ancora il terzo - forse più importante - passaggio.

### L'intervento del "Crédit Mobilier"
L'ingresso del capitale francese nella banca ex bustocca va inquadrato in una situazione nella quale i più grandi Istituti di credito italiani, in particolare la Commerciale, erano da più parti accusati di essere dipendenti dagli interessi economici della Germania, con critiche che furono condivise anche da osservatori che, per quanto meno radicali degli ambienti nazionalisti fautori di un'aggressiva campagna di opinione contro la "banca tedesca", ammisero come fosse «indubbiamente grave il fatto che il primato del credito ordinario sia tenuto da un organismo nel quale sino ad ieri hanno avuto evidente ingerenza elementi stranieri». Questa situazione preoccupava gli ambienti politici e finanziari transalpini ed in diverse occasioni l'ambasciatore francese a Roma, Camille Barrère aveva accusato di "timidezza" i capitalisti suoi connazionali, ma senza conseguire particolari risultati, se non alcuni modesti interventi nel 1907. Una scelta più decisa era ben vista anche da molti analisti finanziari italiani, quando segnalarono che «da 6 o 7 mesi il capitale francese addimostra le migliori disposizioni per il nostro paese», lamentando che «i nostri industriali hanno oggi difficoltà a finanziarsi e le banche francesi hanno già scontato una decina di milioni».
| anno                                                                                    | Istituto assorbito |
| Banca di Busto Arsizio                                                                  | |
| 1901                                                                                    | Cassa Fratelli Zerbi - Saronno |
| 1906                                                                                    | Banca Popolare di Meda e Seregno |
| 1907                                                                                    | Banca di Vigevano |
| 1908                                                                                    | Banca privata Lucini - Cantù |
| 1910                                                                                    | Credito Verbanese |
| 1911                                                                                    | Banca Tito Molinari - Roma Banca di Verona Banco Scmidt - Roma |
| Società Italiana di Credito Provinciale                                                 | |
| 1912                                                                                    | Piccolo Credito Bustese Banca Mutua popolare di Firenze Banca di Pavia Banca Popolare di Acqui Terme Banca Popolare di Massa Superiore Banca Industriale cooperativa Milano e sobborghi                                      |
| 1913                                                                                    | Banca privata Vittorio Supino - Pisa Banca Valdarnese |
| 1914                                                                                    | Banca Mutua Popolare - Pistoia Banca Commerciale Marittima - Viareggio Banca di Pietrasanta Banca Depositi e prestiti - Santa Sofia Banca Adriese agricola e commerciale Piccolo credito di Rho Banca Giovanni Donn - Torino |
| Banca Italiana di Sconto                                                                | |
| Fonti: Rava, Galazzi, Bachi, cit in bibliografia e vari numeri de L'economista italiano | |

Questa situazione si sbloccò nel 1911: mentre erano in corso le trattative per la fusione "Banca di Busto" - "Banca di Verona" vi era stato un accordo  (sottoscritto il 28 luglio 1911) per la partecipazione del "Crédit Mobilier" al capitale della "Società Bancaria Italiana", che però, pochi mesi dopo, saltò a causa dei problemi legali in cui era coinvolto l'Istituto milanese; tuttavia la banca francese, ormai decisa ad intervenire in Italia, strinse in tempi rapidi un nuovo accordo con la "Società di Credito Provinciale", la quale, già a dicembre poté preannunciare agli azionisti l'intesa raggiunta - per quanto non ancora formalizzata - quale «evidente constatazione della stima e della fiducia che il nostro istituto ha saputo guadagnarsi all'estero».

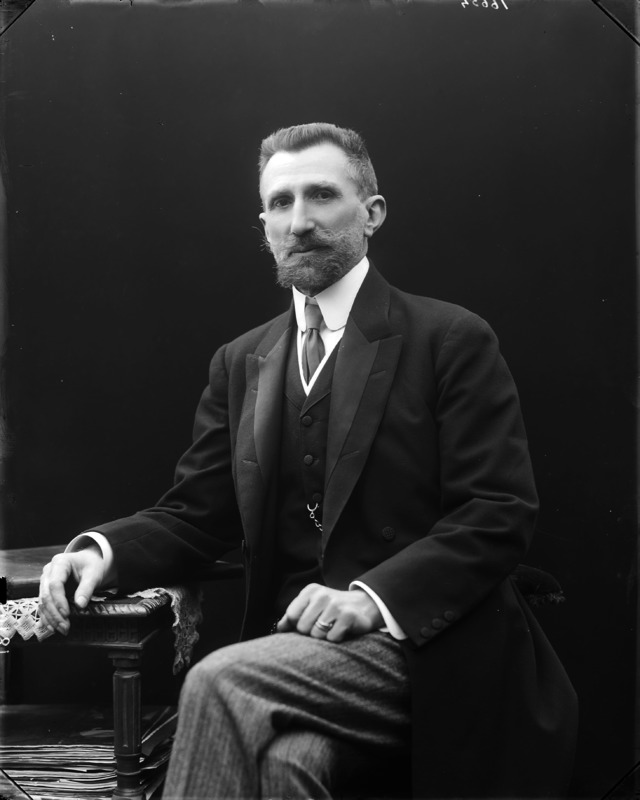
Camille Barrère, ambasciatore francese a Roma dal 1897 al 1924, fu un deciso sostenitore dell'intervento delle banche francesi nell'economia italiana

L'accordo prevedeva un'opzione, valida sino al 31 dicembre 1912, a favore dell'Istituto di credito parigino per la sottoscrizione sino a 6 milioni di nuovo capitale (che si aggiungevano ai 10 già provenienti dalla fusione delle due banche italiane), acquisendo azioni di valore nominale di 100 lire ad un prezzo di 195. Alcuni rappresentanti dell'Istituto francese sarebbero così entrati nel Consiglio di Amministrazione della "Credito provinciale". Tuttavia, consapevoli del clima di ostilità che contornava la presenza di capitali stranieri, gli amministratori ebbero cura di presentare all'assemblea degli azionisti - che l'approvò unanimemente - un accordo che «mantiene il carattere nazionale del nostro istituto, poiché il capitale estero deve entrare per partecipare e non come arbitro dei nostri destini». Ebbero anche l'accortezza di rassicurare sulla permanenza della sede della Banca a Busto Arsizio. Una tesi che fu pienamente condivisa dai commentatori economici del tempo secondo cui «in questo caso il capitale francese si mette al servizio di elementi direttivi italiani. Costretti da tempo a constatare la supremazia tecnica nelle intraprese estere, vediamo con vivo compiacimento patriottico il capitale straniero alimentare l'intraprendenza commerciale italiana, che si ricongiunge così alle antiche tradizioni medioeve». Entrarono a far parte del Consiglio di amministrazione i francesi Joseph Loste, Maurice Échessariaux e Alfred Doucolombier.

### Nuove concentrazioni e sviluppo a due cifre
L'operazione franco - italiana si protrasse per tutto il 1912 e si concluse con successo nell'aprile del 1913, con la sottoscrizione da parte del gruppo francese di nuovo capitale per un equivalente di 5 milioni di lire. Tale esito favorevole rese possibile un ulteriore slancio della "Credito Provinciale". lodata per la «vasta ed efficace azione spesa a vantaggio di industrie e commercio, per i depositi arrivati ad oltre 24 milioni, segno evidente di fiducia e per un bilancio 1911 modello di semplicità e chiarezza». La partecipazione francese mosse il nuovo Istituto di credito italiano verso un intervento nella costruzione della Direttissima Bologna - Firenze, ai cui lavori erano interessate aziende transalpine tra cui la "Société Internationale des Travaux Publiques" che aveva da poco realizzato il Traforo del Lötschberg.
Riprese e si intensificò il processo di concentrazione bancaria che consentì alla banca di estendersi in altre regioni, in particolare a Roma, con l'assorbimento della "Tito Molinari" ed in Piemonte, dove nel 1912 venne salvata la "Banca Popolare di Acqui", storica banca risalente a prima dell'unità, ma ormai sull'orlo del fallimento a causa di un eccesso di crediti deteriorati, tanto che il concambio proposto (ed approvato solo a maggioranza dagli azionisti dell'istituto acquese) fu di 1 sola azione della "Probank" per 7 azioni della "Acqui", poi nel 1914 entrò nella "Credito Provinciale", diventandone la filiale subalpina, la storica "Banca Giovanni Donn" di Torino. Particolarmente estesa fu l'espansione in Toscana, dove tra il 1912 ed il 1914 furono ben 8 gli Istituti assorbiti (v. Tabella 5). Nonostante il suo respiro ormai nazionale, l'Istituto non trascurò di intervenire ancora nella città delle sue origini rilevando il "Piccolo Credito Bustese", banca cattolica che si trovava in gravi difficoltà. Oltre alle nuove filiali installate in sostituzione delle aziende rilevate, la "Credito Provinciale" puntò ad espandersi verso le principali piazze del centro-sud, aprendo nuove sedi a Napoli, Salerno e Palermo (1912), all'Aquila (1913) ed a Nocera Inferiore (1914).
| dati x 1.000 | ATTIVO   | ATTIVO   | ATTIVO   | ATTIVO  | ATTIVO | PASSIVO   | PASSIVO     | PASSIVO   | PASSIVO |
| anno | capitale | riserve  | depositi | crediti | utili  | cassa     | portafoglio | titoli    | debiti  |
| 1911 | 9.642    | 7.000    | 31.701   | 1.731   | 762    | 5.343     | 33.182      | 7.752     | 1.807   |
| 1912 | 10.000   | 7.000    | 34.425   | 1.648   | 1.498  | 6.917     | 44.965      | 9.883     | 862     |
| 1913 | 15.000   | 10.000   | 49.209   | 3.639   | 2.247  | 10.525    | 78.509      | 13.021    | 1.427   |
| 1914(1) | 15.000   | 10.000   | 53.873   | 4.530   | 992    | 16.652    | 87.065      | 17.579    | 1.268   |
| diff. % 1911 - 1914 | + 55.5 % | + 42,8 % | + 70 %   | + 162 % | + 30 % | + 301,6 % | + 162,3 %   | + 126,7 % | - 30 %  |
| (1) Il dato del 1914 fu condizionato dallo scoppio della guerra europea che indusse il Governo, benché l'Italia restasse neutrale, a decretare una moratoria dei prelievi bancari, limitando drasticamente l'attività degli istituti. FONTE: Rava, cit. in bibliografia, p. 143. |          |          |          |         |        |           |             |           |         |

Le nuove dimensioni consentirono alla banca di rivolgere il suo sguardo anche all'estero: nel 1911, le azioni della "CrediPro" vennero quotate alla Borsa di Parigi. Nel 1912 partecipò alla collocazione di un prestito della città di Trieste (al tempo appartenente all'Austria-Ungheria), sottoscrivendone una quota del valore di 1 milione, pari al 24,6%. L'anno successivo fece parte di un consorzio internazionale paritetico italo - austriaco che diede via alla "Banca nazionale di Albania". Ma dove soprattutto La "Credito Provinciale" assunse un ruolo di punta fu nel finanziamento dell'apparato produttivo italiano: solo nell'anno 1912 intervenne negli aumenti di capitale della "Tosi", del "Cotonificio Veneziano" e della "Società Sicula Imprese Elettriche", nonché nella costituzione di un "Istituto Italiano di Credito Fondiario" e della "Società Nazionale Studi e Lavori Pubblici", ed all'assunzione dell'agenzia di Milano dell'I.N.A. con 23 milioni di capitali assicurati.
Negli anni che andarono dalla trasformazione, con l'intervento francese, all'avvio della guerra europea la Banca riuscì sempre presentare, fatta eccezione solo per l'esercizio 1911 che scontò le difficoltà della Guerra italo-turca, risultati in grande crescita (v. Tabella 6), che, dal punto di vista delle "performances", anche se non per i valori assoluti, la posero al primo posto tra gli Istituti di credito italiani (v. tabella 7).  Con soddisfazione quindi gli amministratori poterono presentare il 9 marzo 1914 ai 137 azionisti presenti a Busto Arsizio un bilancio 1913 - il 41.mo nella storia della Banca e l'ultimo prima che la bufera bellica si abbattesse sull'Europa - che conteneva «un notevole incremento delle attività. nonostante difficoltà e preoccupazioni internazionali che causarono il ritiro di capitali stranieri, [poiché] il nostro Paese ha dato prova di inesauribile vitalità, per sé permangono alcune situazioni di crisi che riguardano le industrie cotoniere, dell'auto, dell'edilizia e zuccheriera», difficoltà che peraltro non impedirono alla banca di orientarsi anche verso il settore marittimo, con l'intervento nel 1914 in 2 compagnie di navigazione, la "Marittima Italiana" ed il "Lloyd Sabaudo".
| asset                                                                        | Banca                                                  | valore 31 dic 1911 | valore 31 dic 1913 | incremento in % da 1911 a 1913 |
| ---------------------------------------------------------------------------- | ------------------------------------------------------ | ------------------ | ------------------ | ------------------------------ |
| depositi                                                                     | Banca Commerciale Credito Italiano Credito Provinciale | 207 163 32         | 233 182 49         | + 11% +11,6% +53%              |
| portafogli                                                                   | Banca Commerciale Credito Italiano Credito Provinciale | 349 202 32         | 475 274 78         | +36% +35,6% +143.7%            |
| titoli                                                                       | Banca Commerciale Credito Italiano Credito Provinciale | 44 19 9            | 38 14 13           | - 15,7% -26,3% +62,5%          |
| utili                                                                        | Banca Commerciale Credito Italiano Credito Provinciale | 23 5 1             | 25 5 2             | -30,4% === +100%               |
| Fonte: La finanza italiana. n.6 del 7 febbraio 1914 e n.11 del 14 marzo 1914 |                                                        |                    |                    |                                |

Valutazione condivise anche dagli analisti finanziari dell'epoca che attribuivano i risultati della banca bustocca ad «una sempre crescente fiducia del pubblico, all'apertura di numerose nuove sedi, agli assorbimenti di parecchie altre banche, con aumento dei depositi e di crediti, aumento che per il "Credito Provinciale" rappresenta in qualche caso più che un raddoppio in due anni ed in altri una controtendenza rispetto alle altre banche, con un portafoglio titoli costituito da valori di prim'ordine, facilmente liquidabili e con utile distribuito di 13 lire per azione, pari, nonostante tutto, a quello dell'anno precedente ».

## Confluenza nella "Banca di Sconto"
Nel corso del 1914 la capacità di crescita di cui aveva dato prova la "Credito Provinciale" negli anni precedenti contribuì a creare le condizioni per la costituzione in Italia di un forte istituto bancario, risultato da molti auspicato, anche se con disaccordi sulle modalità , in quanto si contestava una «condizione non certo propizia per un ulteriore e valido sviluppo dell'economia del paese data dall'avere 2 sole grandi banche, con una condizione di quasi monopolio». 

Bonaldo Stringher, direttore della "Banca d'Italia", fu un fautore della nascita della "Banca di Sconto"

La possibilità che si creasse una "terza banca" nazionale era da tempo anche un obiettivo istituzionale, particolarmente gradito al Direttore della "Banca d' Italia", Bonaldo Stringher, che vi vedeva un'occasione per rafforzare il sistema produttivo con nuove occasioni di finanziamento.

### Contesto internazionale
Con lo scoppio in Europa della guerra questo processo, già in corso, subì un'accelerazione, poiché vi si unirono anche quanti nell'apparato produttivo - in particolare nel gruppo "Ansaldo" diretto dai fratelli Mario e Pio Perrone, figli di Ferdinando Maria - ne trassero l'attesa di importanti commesse belliche con la correlata esigenza di finanziamenti per supportare i relativi investimenti. L'inizio delle ostilità avviò inoltre in Italia una crescente campagna di opinione dei nazionalisti che miravano a far uscire il paese dalla neutralità inizialmente dichiarata per schierarla a fianco dell'Intesa che vide proprio i Perrone tra i suoi principali finanziatori.
In questo contesto, le questioni bancarie si mischiarono a quelle politiche che vedevano lo scontro tra neutralisti (di cui Giolitti assunse un ruolo - guida, venendo per questo sprezzantemente definito "uomo di Berlino") ed interventisti - nazionalisti. La possibilità di dare vita ad un nuovo potente istituto non condizionato dalla presenza germanica, attraverso l'unione del "Credito Provinciale" con la "Società Bancaria Italiana" - due Istituti che si trovavano accomunati da significative presenze azionarie francesi acquisite nel 1911 - diventò parte della strategia d'oltralpe tesa a conquistare la partecipazione militare italiana a fianco dell'Intesa. 

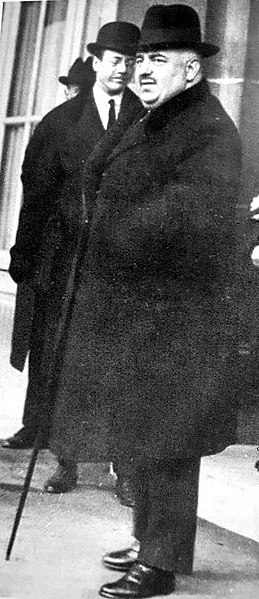
Francesco Saverio Nitti, fu uno degli artefici della trasformazione della "Credito Provinciale" nella "banca di Sconto"

### Intervento di Nitti
Nella costruzione del nuovo soggetto economico - finanziario ebbe un ruolo decisivo l'intervento di Nitti, autore nel 1914 del saggio Il capitale straniero in Italia, che egli espose nel febbraio 1915 alla Accademia delle Scienze morali e politiche di Napoli, sostenendo che «per molti anni in Italia il capitale straniero ha avuto un'importanza prevalente [ma] adesso rappresenta una minima porzione: in avvenire bisognerà contare sulle nostre sole forze». Per questo motivo lo statista lucano si adoperò, senza successo, per coinvolgere nell'iniziativa capitali statunitensi, che egli riteneva meno compromettenti sul piano degli equilibri politici europei. Altra iniziativa, in questo caso riuscita, di Nitti, fu la modifica legislativa degli articoli 158 e 172 del "Codice di Commercio" (formalmente proposta dal Guardasigilli Orlando nel dicembre 1914) con la quale si introduceva, anche se soltanto per l'anno 1915, il divieto per i soci che dissentivano dalle fusioni di recedere dalla società, scongiurando in tal modo probabili manovre di blocco dell'operazione. La modifica venne discussa ed approvata, non senza contrasti, nel seduta della Camera del 22 marzo 1915, l'ultima prima che l'assemblea sospendesse i propri lavori a causa dell'entrata in guerra italiana.

### Le ultime assemblee
La procedura di trasformazione della "Credito Provinciale" in "Banca di Sconto", che avvenne in parallelo con l'altro istituto coinvolto, la Società Bancaria Italiana, fu tecnicamente complessa, anche per ragioni fiscali: dapprima, il 30 dicembre 1914, fu fondata la "Banca Italiana di Sconto" con un capitale di soli 15 milioni, di cui una parte rilevante, pari al 13% delle 30.000 azioni iniziali, venne sottoscritta dai Perrone. In seguito fu necessario scorporare dal bilancio della "Probank"  i cespiti che per vari motivi non potevano transitare nel nuovo istituto ed a tale fine fu istituita la "Società Finanziaria Immobiliare Alto Milanese" (con sede anch'essa a Busto Arsizio) con patrimonio di 1,5 milioni, cosa che avvenne nell'assemblea degli azionisti del 31 marzo 1915. nel corso della quale fu annunciata l'avvenuta costituzione della nuova banca, presentata come una «geniale iniziativa del nostro Consigliere delegato [Pogliani - ndr], il quale, mentre i nostri mercati si dibattevano tra le più gravi difficoltà, si convinse della necessità di promuovere un nuovo organismo bancario che [...] concorresse a sollevare la situazione generale [con] un istituto eminentemente italiano».
|                                                                | Commerciale Italiana | Credito Italiano | Banco di Roma     | Banca Italiana di Sconto |
| -------------------------------------------------------------- | -------------------- | ---------------- | ----------------- | ------------------------ |
| Capitale sociale                                               | 156.000              | 75.000           | 150.000           | 70.000                   |
| Riserve                                                        | 59.740               | 11.500           | 3.997             |                          |
| Cassa                                                          | 96.362               | 104.485          | 11.854            | 56.974                   |
| Partecipazioni                                                 | 34.507               | 15.892           | 2.435             | 5.130                    |
| Utile netto                                                    | 9.707                | 5.950            | -76.693 (perdita) | 5.105                    |
| Rendimento                                                     | 6,2 %                | 7,9 %            | ====              | 7,3 %                    |
| Fonte: Bachi, L'Italia economica - anno 1915, ediz 1916, p. 71 |                      |                  |                   |                          |

Questi passaggi non furono senza difficoltà, in quanto i soci francesi della "Credito Provinciale" si dimostrarono contrari all'operazione, avendo obiettivi divergenti da quelli dei connazionali presenti nella "Bancaria" e fu necessario un intervento politico del Ministro degli Esteri francese per indurli a non frapporre ostacoli. Superati anche questi intoppi, il 29 maggio 1915, con l'Italia in guerra da pochi giorni, si tenne a Busto Arsizio l'ultima assemblea della "Credito Provinciale" nella quale fu deliberata la fusione per incorporazione della banca nella "Sconto". L'operazione, alla quale l'istituto si presentava con una notevole forza patrimoniale, prevedeva un concambio pari ad 1 azione del nuovo istituto per ogni 4 possedute della "Probank", e veniva rappresentata come «un ideale per il quale vi proponiamo di riunire l'esperienza di istituti non recenti alla completa liquidità di un istituto interamente nuovo, unendo esperienza e forza; più che mai le condizioni attuali del paese richiedono di riunire e disciplinare opere disgiunte e spesso divergenti». Nonostante delle due banche confluite la "Probank" fosse la minore, i suoi dirigenti, protagonisti dell'operazione, vennero chiamati a guidare il nuovo soggetto bancario, di cui Pogliani diventò amministratore delegato e Cesare Rossi Presidente.
Negli stessi giorni analoghe deliberazioni venivano assunte dall'assemblea della "Bancaria", dopo che anche l'istituto milanese aveva costituito una parallela società per la liquidazione dei cespiti non trasferibili. L'operazione venne generalmente salutata positivamente dall'informazione finanziaria che lo descrisse come «un esempio istruttivo che ha trovato in Italia un propugnatore abile, fermo, espertissimo e meritatamente fortunato nel commendator Pogliani. Siamo soddisfatti della bella, utile e fruttuosa opera da lui compiuta». La nuova "Banca Italiana di Sconto" così risultante si presentava già nel suo primo anno con un capitale sociale di 70 milioni, una capillare presenza in 68 città ed un rendimento superiore al 7 per cento, diventando sin da subito per molti parametri il terzo istituto di credito italiano (v. Tabella 8). La sorte della modesta azienda di credito fondata 42 anni prima da alcuni imprenditori cotonieri di Busto Arsizio si legava quindi a quella del nuovo istituto, seguendone le complesse vicende sino al collasso del 1921.